# Tomáš Kos
Pour les articles homonymes, voir Kos.
Tomáš Kos, né le 31 décembre 1967 à Semily, est un biathlète tchèque.

## Biographie
Aux Championnats du monde 1990, il remporte la médaille d'argent à la course par équipes avec Ivan Masařík, Jiří Holubec et Jan Matouš.
Durant la saison 1991-1992, alors que son meilleur résultat individuel jusque là est une huitième place, il termine deuxième du sprint de Coupe du monde disputé à Ruhpolding, montant à cette occasion sur son seul podium.
Aux Jeux olympiques, il compte trois participations, en 1988, 1992 et 1994, sans parvenir à obtenir un top vingt.
Après sa carrière sportive achevée en 1994, il devient entraîneur. Il occupe diverses fonctions avec l'équipe slovène à partir de 2000 et devient l'entraîneur en chef en 2015.

## Palmarès

### Jeux olympiques d'hiver
| Nat.            | Épreuve / Édition   | Individuel | Sprint | Relais |
| --------------- | ------------------- | ---------- | ------ | ------ |
| Tchécoslovaquie | JO 1988 Calgary     | 22e        | 24e    | -      |
| Tchécoslovaquie | JO 1992 Albertville | 23e        | 22e    | -      |
| Tchéquie        | JO 1994 Lillehammer | -          | 46e    | -      |

Légende :
- — : pas de participation à l'épreuve

### Championnats du monde
- Mondiaux 1990 à Minsk , Oslo et Kontiolahti :
  -  Médaille d'argent en relais.

### Coupe du monde
- 1 podium individuel : 1 deuxième place.